# Verižna žaga
Verižna žaga je tip žage, pri kateri so rezalni zobje nameščeni na verigo. Veriga kroži okrog podologovate strukture ("meča"). Uporabljajo se za podiranje dreves, žaganje vej in razrez lesa. 
Glede na pogon obstajata dva tipa verižnih žag:
- Motorna verižna žaga ("motorka") - najbolj pogosta, poganja jo dvotaktni bencinski motor, zato je potreben mazalni dodatek gorivu, tipično v razmerju 1:50. Delovna prostornina je med 25 in 80 ccm, moč pa od 1,5 KM - 7 KM. Obstajajo tudi različice s štiritaktnimi motorji, vendar so redke,

- Električna verižna žaga - poganja jo električni motor, potrebuje vir električne energije, zato je manj prenosljiva. Moč je okrog 2000 vatov,

Oba tipa potrebujeta olje za mazanje verige, le-to je največkrat biološko razgradljivo. 
Obstajajo tudi verižne žage z diamantnimi zobmi, ki se uporabljajo za rezanje betona. Te po navadi potrebujejo vodo za hlajenje. 

## Proizvajalci motornih žag
- Stihl
- Husqvarna
- McCulloch
- Jonsered
- Makita